# Laak
Laak es desde 1988 un distrito del municipio de La Haya. Con tan solo una superficie de 4,5 km², Laak es el distrito más pequeño de La Haya. En este distrito viven aproximadamente 39,945 personas, sin contar a los habitantes del barrio de Binckhorst.
El distrito se encuentra dividido en dos barrios municipales de acuerdo al ayuntamiento de La Haya, a saber: Laakkwartier y Binckhorst. Sin embargo los habitantes del primero no lo consideran como un barrio y por ello existen las siguientes divisiones en barrios:
- Spoorwijk,
- Laakkwartier-Centraal,
- Molenwijk (en documentos oficiales a veces se refiere a este barrio como laakkwartier-Noord),
- Schipperskwartier,
- Laakhavens.

## Historia
El ayuntamiento de La Haya compró el área que ahora se conoce como Laak al ayuntamiento de Rijswijk en 1844. En esta región de pólder se tendió la vía férrea para la ruta Ámsterdam-La Haya-Rotterdam, con una estación situada en el lugar de la actual estación Hollands Spoor. Alrededor de 1900 se abrieron los muelles en los cuales se establecieron diversas industrias. Las cooperativas para la construcción de viviendas y el ayuntamiento construyeron viviendas populares diseñadas por Hendrik Petrus Berlage, particularmente en el periodo 1915-1935.

## Lugares de interés
- Haagvliet
- Laakmolen

- Datos: Q1614099